# Chesneya botschantzevii
Chesneya botschantzevii är en ärtväxtart som beskrevs av R.M.Vinogr. Chesneya botschantzevii ingår i släktet Chesneya och familjen ärtväxter. Inga underarter finns listade i Catalogue of Life.